# الاكام (العدين)

تعديل مصدري - تعديل

الاكام محلة تابعة لقرية الاشبوط، التابعة لعزلة جبل بحري بمديرية العدين إحدى مديريات محافظة إب في الجمهورية اليمنية.، بلغ تعداد سكانها 82 حسب تعداد اليمن لعام 2004.